# Zachvatkinella belbiformis
Zachvatkinella belbiformis är en kvalsterart som beskrevs av Lange 1954. Zachvatkinella belbiformis ingår i släktet Zachvatkinella och familjen Acaronychidae. Inga underarter finns listade i Catalogue of Life.